# Paecilaema pectiginerum
Paecilaema pectiginerum is een hooiwagen uit de familie Cosmetidae.